# Єгорівка (Кременчуцький район)
Єго́рівка —  село в Україні, у Семенівській селищній громаді Кременчуцького району Полтавської області. Населення становить 330 осіб. Орган місцевого самоврядування — Устимівська сільська рада.

## Географія
Село Єгорівка знаходиться за 2 км від села Устимівка та за 3,5 від селища Семенівка. Поруч проходять автомобільна дорога Т 1716 та залізниця, станція Платформа 232 км.

## Історія
30 травня 2008 року колишньому селищу надано статус села.
22 червня 2023 року рішенням Національної комісії зі стандартів державної мови віднесено до списку населених пунктів, які «можуть не відповідати лексичним нормам української мови», зокрема стосуватися «російської імперської чи колоніальної політики». Громаді рекомендовано обґрунтувати доцільність збереження поточної назви або запропонувати нову назву в установленому законодавством порядку.

## Політика

### Парламентські вибори, 2019
На позачергових парламентських виборах 2019 року у селі функціонувала окрема виборча дільниця № 530856, розташована у приміщенні клубу.
Результати
- зареєстровано 227 виборців, явка 67,40%, найбільше голосів віддано за «Слугу народу» — 38,56%, за Радикальну партію Олега Ляшка — 18,30%, за Всеукраїнське об'єднання «Батьківщина» — 16,99%.[2] В одномандатному окрузі найбільше голосів отримав Фахраддін Мухтаров (самовисування) — 41,06%, за Анастасію Ляшенко (Слуга народу) — 19,87%, за Олексія Баганця (Всеукраїнське об'єднання «Батьківщина») — 11,26%[3].